# Helminthosporium cylindricum
Helminthosporium cylindricum är en svampart som beskrevs av Corda 1831. Helminthosporium cylindricum ingår i släktet Helminthosporium och familjen Massarinaceae.   Inga underarter finns listade i Catalogue of Life.